# Epigonus fragilis
Epigonus fragilis (лат.) — вид лучепёрых рыб семейства большеглазовых (Epigonidae). Максимальная длина тела 17 см. Два спинных плавника, в них 7 жёстких и 10 мягких лучей. Жаберные крышки без шипов. Тропические рыбы, обитают на востоке центральной части Тихого океана, в том числе у Гавайских островов. Живут в основном над дном, на глубине 3—494, в чаще всего 120—125. Их охранный статус не определён, они безвредны для человека, объектом промысла не являются.